# Echinophora lamondiana
Echinophora lamondiana là một loài thực vật có hoa trong họ Hoa tán. Loài này được Yildiz & Z.Bahcecioglu mô tả khoa học đầu tiên năm 1997.